# Cromosoma 14

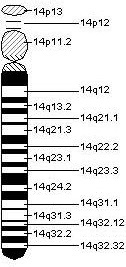
Cromátida del cromosoma 14.

El cromosoma 14 es uno de los cinco cromosomas acrocéntricos del genoma humano y el cuarto cromosoma cuya secuencia genética completa fue conocida. También es uno de los 23 pares de cromosomas del cariotipo humano. La población posee, en condiciones normales, dos copias de este cromosoma, uno heredado de la madre y uno del padre durante la reproducción sexual
La identificación de genes en cada uno de los cromosomas es obtenida por medio de diferentes métodos, lo que da lugar a pequeñas variaciones en el número de genes estimados en cada cromosoma, según el método utilizado. Se estima que el cromosoma 14 tiene 87.410.661 pares de bases, 1050 genes y fragmentos génicos y 393 pseudogenes, que representan entre el 2,5 y el 3% de la cantidad total de ADN de la célula.
Entre sus genes, unos 60 han sido asociados a enfermedades como Alzheimer precoz, síndrome de Usher y diversas cardiopatías y defectos de la visión y audición.

## Genes

### Número de genes
| Base de datos | Genes codificantes de proteínas | ADN no codificante | Pseudogenes | Fecha      | Ref.               |
| ------------- | ------------------------------- | ------------------ | ----------- | ---------- | ------------------ |
| CCDS          | 585                             | --                 | --          | 26/10/2022 | [ 2 ]              |
| HGNC          | 594                             | 402                | 527         | 11/04/2025 | [ 5 ]              |
| Ensembl       | 822                             | 982                | 530         | 13/05/2024 | [ 6 ]              |
| UniProt       | 736                             | --                 | --          | 05/02/2025 | [ 7 ]              |
| NCBI          | 603                             | 567                | 607         | 23/08/2024 | [ 8 ] [ 9 ] [ 10 ] |

### Brazo largo (q)
- ACIN1 :  Inductor de condensación de la cromatina apoptótica en el núcleo. Locus 14 q11.2

- GNG2= subunidad gamma-2 de la proteína de unión a nucleótidos de guanina G(I) / G(S) / G(O)